# يوم في حياة إيفان
يوم في حياة إيفان دينيسوفيتش ( الروسية: Один день Ивана Денисовича، رومنة: Odin den' Ivana Denisovicha ، ) هي رواية قصيرة للكاتب الروسي الحائز على جائزة نوبل ألكسندر سولجينتسين ، نُشرت لأول مرة في نوفمبر 1962 في المجلة الأدبية السوفييتية نوفي مير ( العالم الجديد ).  تدور أحداث القصة في معسكر عمل سوفييتي في أوائل الخمسينيات من القرن العشرين وتتحدث عن يوم السجين إيفان دينيسوفيتش شوخوف
كان صدور الكتاب حدثًا استثنائيًا في تاريخ الأدب السوفييتي، إذ لم يسبق أن نُشر سردٌ للقمع الستاليني علنًا في الاتحاد السوفييتي. كتب ألكسندر تفاردوفسكي، محرر مجلة "نوفي مير" ، مقدمةً قصيرةً للعدد بعنوان "بدلًا من المقدمة".

## الترجمات
صدرت ست ترجمات إنجليزية على الأقل، أول خمس منها كانت من النص المنقوص كما نُشر في الاتحاد السوفيتي. من بين هذه الترجمات، كانت ترجمة رالف باركر (نيويورك: داتون، ١٩٦٣) أول ترجمة نُشرت،   تلتها ترجمة رونالد هينجلي وماكس هايوارد (نيويورك: براجر ، ١٩٦٣)، وترجمة بيلا فون بلوك (نيويورك: لانسر، ١٩٦٣)، وترجمة توماس ب. ويتني (نيويورك: فوسيت، ١٩٦٣)، وترجمة جيلون أيتكين (نيويورك: فارار شتراوس جيرو، ١٩٧١).
الترجمة السادسة، التي قام بها إتش تي ويليتس (نيويورك: نونداي/فارار شتراوس جيرو، 1991)، هي الترجمة الوحيدة المستندة إلى النص الروسي الرسمي  والترجمة الوحيدة التي أذن بها سولجينتسين.  تختلف الكتابة الإنجليزية لبعض أسماء الشخصيات قليلاً بين الترجمات. 

## حبكة
حُكم على إيفان دينيسوفيتش شوخوف بالسجن في معسكر غولاغ السوفيتي. اتُهم بالتجسس بعد أن أسره الألمان لفترة وجيزة كأسير حرب خلال الحرب العالمية الثانية . ورغم براءته، حُكم عليه بالسجن عشر سنوات في معسكر عمل قسري.
يبدأ اليوم باستيقاظ شوخوف وهو يشعر بتوعك. لتأخره في الاستيقاظ، يُجبر على تنظيف غرفة الحراسة، وهي عقوبة بسيطة نسبيًا. عندما يتمكن شوخوف أخيرًا من مغادرة غرفة الحراسة، يتوجه إلى الصيدلية للإبلاغ عن مرضه. لكن الوقت كان متأخرًا نسبيًا في الصباح، لذا لم يتمكن الحارس من إعفاء المزيد من العمال، واضطر شوخوف إلى العمل.
يتناول باقي الرواية بشكل رئيسي فرقة شوخوف (الفرقة 104، المكونة من 24 عضوًا)، وولائهم لقائد الفرقة، والعمل الذي يقوم به السجناء ( الزكس ) على أمل الحصول على طعام إضافي مقابل أدائهم. على سبيل المثال، يظهرون وهم يعملون في موقع بناء قاسٍ حيث يُجمّد البرد الملاط المستخدم في البناء إذا لم يُطبّق بسرعة كافية. كما يُفصّل سولجينتسين أساليب السجناء للبقاء على قيد الحياة؛ حيث يعيش جميع السجناء في المخيم وفقًا لقاعدة البقاء اليومي.
تيورين، رئيس العصابة ١٠٤، صارم لكنه طيب القلب، ويزداد تعلق الفرقة به مع تقدم أحداث الرواية. ورغم نكد شخصيته، إلا أنه محبوب لأنه يفهم السجناء ويتحدث إليهم ويساعدهم. شوخوف من أكثر أفراد الفرقة اجتهادًا، ويمتلك مهارات متعددة مطلوبة بشدة، ويحظى باحترام كبير. حصص الطعام شحيحة - لا يحصل عليها السجناء إلا بناءً على إنتاجية وحدات عملهم (أو ما تراه السلطات إنتاجيتهم) - لكنها من الأشياء القليلة التي يحيا شوخوف من أجلها. فهو يحتفظ بالطعام الذي يتلقاه، ويحرص دائمًا على عدم إخفائه أو مقايضته بطعام في وقت لاحق، أو على الخدمات التي يقدمها للسجناء والتي سيشكرونه عليها بهدايا صغيرة من الطعام.
في نهاية المطاف، تمكّن شوخوف من تقديم بعض الخدمات الخاصة لتسيزار (قيصر)، وهو مثقف يعمل في المكاتب بدلاً من العمل اليدوي. إلا أن تسيزار يشتهر بتلقيه طرود الطعام من عائلته. ويحصل شوخوف على حصة صغيرة من طرود تسيزار بالوقوف في الطوابير من أجله. يتأمل شوخوف يومه، الذي كان مثمراً وموفقاً في آن واحد. لم يمرض، وكُلّفت مجموعته بعمل بأجر جيد، وسرق حصة ثانية من الطعام على الغداء، وهرّب إلى المخيم قطعة معدنية صغيرة ليصنع منها أداة مفيدة.

## الشخصيات الرئيسية
الفرقة ١٠٤ هي فريق معسكر العمل الذي ينتمي إليه بطل الرواية إيفان دينيسوفيتش. يتألف الفريق من أكثر من 64 عضوًا، إلا أن الكتاب يصف الشخصيات التالية بدقة بالغة:
إيفان دينيسوفيتش شوخوف (Иван Денисович Шухов)، بطل الرواية. يتعرف القارئ على حياة المعسكرات الروسية من خلال عيون شوخوف، ويحصل على المعلومات من خلال أفكاره ومشاعره وأفعاله. مع أن عنوان الرواية يُشير إلى الشخصية الرئيسية باسمه الأول، إيفان، واسم عائلته، دينيسوفيتش (ابن دينيس)، إلا أن الاسم الأول للشخصية هو لقبه، شوخوف.
أليوشكا (أليشكا)،[1] معمداني. يعتقد أن سجنه مكتسب، إذ يسمح له بالتأمل أكثر في الله ويسوع. ومن المثير للدهشة أن أليوشكا استطاع إخفاء جزء من الكتاب المقدس في الثكنة. يرد شوخوف على معتقداته قائلاً إنه يؤمن بالله، لكنه لا يؤمن بالجنة أو النار، ولا يُولي اهتمامًا كبيرًا لهذه المسألة.
غوبتشيك (Гопчик)، عضو شاب في الفرقة يعمل بجد، ويكن له شوخوف مشاعر أبوية، إذ يُذكره بابنه الراحل. سُجن غوبتشيك لنقله الطعام إلى القوميين الأوكرانيين المتطرفين. يعتقد شوخوف أن غوبتشيك يمتلك المعرفة ومهارات التكيف اللازمة للتقدم في المعسكر.
أندريه بروكوفيفيتش تيورين (أندريه بروكوفيفيتش تيورين)، رئيس العمال وقائد الفرقة ١٠٤. أمضى في المعسكر ١٩ عامًا. يُعجب تيورين بشوخوف ويمنحه بعضًا من أفضل الوظائف، لكنه أيضًا يخضع لسلطة المعسكر؛ إذ يضطر تيورين للمطالبة بوظائف وأجور أفضل من ضباط المعسكر لإرضاء الفرقة، التي يجب عليها بدورها العمل بجد لإرضاء ضباط المعسكر والحصول على المزيد من المؤن.
فيتيوكوف (فيتوكوف)، أحد أفراد الفرقة الذي تخلى عن كرامته. يُنظر إليه على وجه الخصوص كشخص حقير من قبل شوخوف وأعضاء المعسكر الآخرين. ينقب بلا خجل عن قطع الطعام والتبغ.
تسيزار، أو سيزار ماركوفيتش (سيزار ماركوفيتش)، سجين يعمل في مكتب المعسكر، وقد مُنح امتيازات خاصة أخرى؛ على سبيل المثال، لم تُصادر قبعته الفروية المدنية من قبل إدارة الممتلكات الشخصية. تسيزار مخرج سينمائي سُجن قبل أن يُنهي فيلمه الروائي الطويل الأول. تشير بعض نقاشات الرواية إلى تبنيه لآراء شكلية في الفن، والتي ربما كانت سبب سجنه. تسيزار، رجل مثقف، يناقش السينما مع بوينوفسكي. خلفيته الاجتماعية الراقية تضمن له طرودًا غذائية. بوينوفسكي (Буйновский)، الملقب أيضًا بـ"الكابتن"، قبطان بحري سوفيتي سابق، ووافد جديد نسبيًا على المعسكر. سُجن بوينوفسكي بعد تلقيه هدية من أميرال على متن سفينة حربية بريطانية كان يعمل فيها ضابط اتصال بحري. في المعسكر، لم يتعلم بوينوفسكي بعدُ الخضوع أمام الحراس.
بافلو (Павло)، أوكراني يعمل نائب رئيس العمال/قائد فرقة، ويساعد تيورين في قيادة الفرقة 104، خاصةً عند غيابه.
إيفان كيلجاس، أو جانيس كيلديجس (Иван Кильдигс)، قائد الفرقة 104، إلى جانب شوخوف، وهو لاتفي المولد. يتحدث الروسية بطلاقة، فقد تعلمها في طفولته. يشتهر كيلجاس بين أفراد الفرقة بفكاهته. سينكا كليفشين (Сенька Клевшин)، أحد أفراد الفوج ١٠٤، أصيب بالصمم نتيجةً للقتال العنيف خلال الحرب العالمية الثانية. هرب من الألمان ثلاث مرات، وأُلقي القبض عليه في كل مرة، وانتهى به المطاف في معسكر اعتقال بوخنفالد.

## تاريخ
رواية "يوم واحد" هي رواية موجزة ومكتوبة بشكل موجز ليوم واحد من سجن سجين سوفيتي خيالي، إيفان دينيسوفيتش شوخوف، في معسكر عمل لمدة عشر سنوات.  كان لألكسندر سولجينتسين خبرة مباشرة في نظام جولاج ، حيث سُجن من عام 1945 إلى عام 1953  لكتابة تعليقات مهينة في رسائل إلى أصدقائه حول سلوك جوزيف ستالين في الحرب، والذي أشار إليه بألقاب مثل "السيد" و"الزعيم".   استُخدمت مسودات القصص الموجودة في قضية خريطة سولجينتسين لتجريمه (فرانجسمير، 1993). ادعى سولجينتسين أن السجناء بكوا عندما وصلهم خبر وفاة ستالين. ويستخدم لقب باتكا أوستي ( батька усатый ) في روايته، والتي تُرجمت إلى "الشوارب العجوز"   أو "شوارب الرجل العجوز".  اعتُبر هذا العنوان مسيئًا ومُهينًا، لكن كان للسجناء حرية تسمية ستالين بما يشاؤون:  "كان أحدهم في الغرفة يصرخ: "الرجل العجوز ذو الشوارب لن يدعك تذهب أبدًا! لن يثق بأخيه، ناهيك عن مجموعة من الحمقى مثلك!"
في عام 1957، وبعد إطلاق سراحه من المنفى الذي أعقب سجنه، بدأ سولجينتسين في كتابة يوم واحد . وفي عام 1962، قدم مخطوطته إلى نوفي مير ، وهي مجلة أدبية روسية.  وقد أعجب المحرر، ألكسندر تفاردوفسكي ‏ ، بالوصف التفصيلي للحياة في معسكرات العمل لدرجة أنه قدم المخطوطة إلى اللجنة المركزية للحزب الشيوعي للموافقة على نشرها - فحتى ذلك الحين لم يُسمح للكتاب السوفييت بالإشارة إلى المعسكرات. ومن هناك أُرسلت إلى نيكيتا خروتشوف المناهض للستالينية ،  والذي، على الرغم من اعتراضات بعض كبار أعضاء الحزب، أذن في النهاية بنشرها مع بعض الرقابة على النص. وبعد إرسال الرواية إلى المحرر، ألكسندر تفاردوفسكي من نوفي مير ، نُشرت في نوفمبر 1962.  
كان معسكر العمل المذكور في الكتاب هو المعسكر الذي خدم فيه سولجينتسين لبعض الوقت، وكان يقع في كاراجندا في شمال كازاخستان.

## الاستقبال والتأثير
نُشرت رواية "يوم واحد" عام ١٩٦٢ في صحيفة "نوفي مير" ‏  بتأييد من السكرتير الأول للحزب الشيوعي السوفييتي نيكيتا خروتشوف ، الذي أشاد بالرواية في الجلسة العامة للحزب. في عام ١٩٦٤، كانت الرواية مرشحة لجائزة لينين ، وأثارت جدلاً حاداً بين أعضاء لجنة الجائزة، لكنها في النهاية لم تفز بالترشيح.  كما أثارت جدلاً حاداً بين جمهور القراء السوفييت. وكما لاحظت ميريام دوبسون:
تحتوي حقيبة بريد "نوفي مير" على رسائل من محامين، ومعلمين، وأعضاء في الحزب، وضحايا التطهير وأقاربهم، ولصوص اعترفوا بسرقتهم، وسجناء، وعمال معسكرات، ومتقاعدين، ونقيب في الجيش، ومزارع جماعي، وعامل في مختبر كيميائي، وحتى "شباب" فقط. تعكس هذه الرسائل طيفًا واسعًا من الآراء. فمن جهة، أشاد القراء المبتهجون بسولجينتسين، وألكسندر تفاردوفسكي ‏ [محرر " نوفي مير ")، وكل ما بدا وكأنه يبشر بـ"عالم جديد"؛ ومن جهة أخرى، ظلت الأصوات المتشككة مقتنعة بأن المعسكرات كانت مأهولة بأعداء لدودين للشعب السوفيتي. ومع ذلك، في مجموعة رسائل المواطنين الباقية، تبدو هذه المواقف الصارخة نادرة نسبيًا. 
إلا أن هذه الدعاية العلنية لم تدم طويلًا. ففي أكتوبر/تشرين الأول 1964، أُطيح بخروتشوف، ومُنعت مواضيع معسكرات العمل السوفييتية من النشر في الصحافة السوفيتية. نُشرت روايات سولجينتسين اللاحقة في الخارج، وجرى تداولها داخل الاتحاد السوفيتي بشكل غير قانوني.  وفي عام 1969، طُرد سولجينتسين من اتحاد الكتاب السوفييت .  وفي عام 1970، مُنح جائزة نوبل في الأدب.
أُلقي القبض على سولجينتسين، وجُرِّد من جنسيته السوفيتية، ونُفي من الاتحاد السوفيتي عام ١٩٧٤.  وبعد يومين من طرده، أصدر غلافليت أمرًا بإزالة جميع كتبه من المكتبات المفتوحة.  وحتى سماح بيريسترويكا جورباتشوف بإعادة نشرها، لم تُتداول إلا بشكل غير قانوني، كـ "ساميزدات" . كتب فيتالي كوروتيتش ، محرر مجلة "أوغونيوك" في عصر البيريسترويكا: "دُمر الاتحاد السوفيتي بالمعلومات - وبدأت هذه الموجة من رواية سولجينتسين " يوم واحد "". 

## فيلم
أُنتجت دراما تلفزيونية مدتها ساعة واحدة لقناة إن بي سي عام ١٩٦٣، وقام ببطولتها جيسون روباردز جونيور في الدور الرئيسي، وعُرضت في ٨ نوفمبر ١٩٦٣. أما الفيلم المقتبس عن الرواية القصيرة عام ١٩٧٠، فقد قام ببطولته الممثل البريطاني توم كورتيناي . منعت فنلندا عرض الفيلم للجمهور،  خوفًا من أن يؤثر سلبًا على علاقاتها الخارجية مع جارتها الشرقية.